# Кеблавик (авиабаза)
Кеблавик (исл. Keflavíkurstöðin, англ. Naval Air Station Keflavik) — авиабаза в исландском Кеблавике.

## История

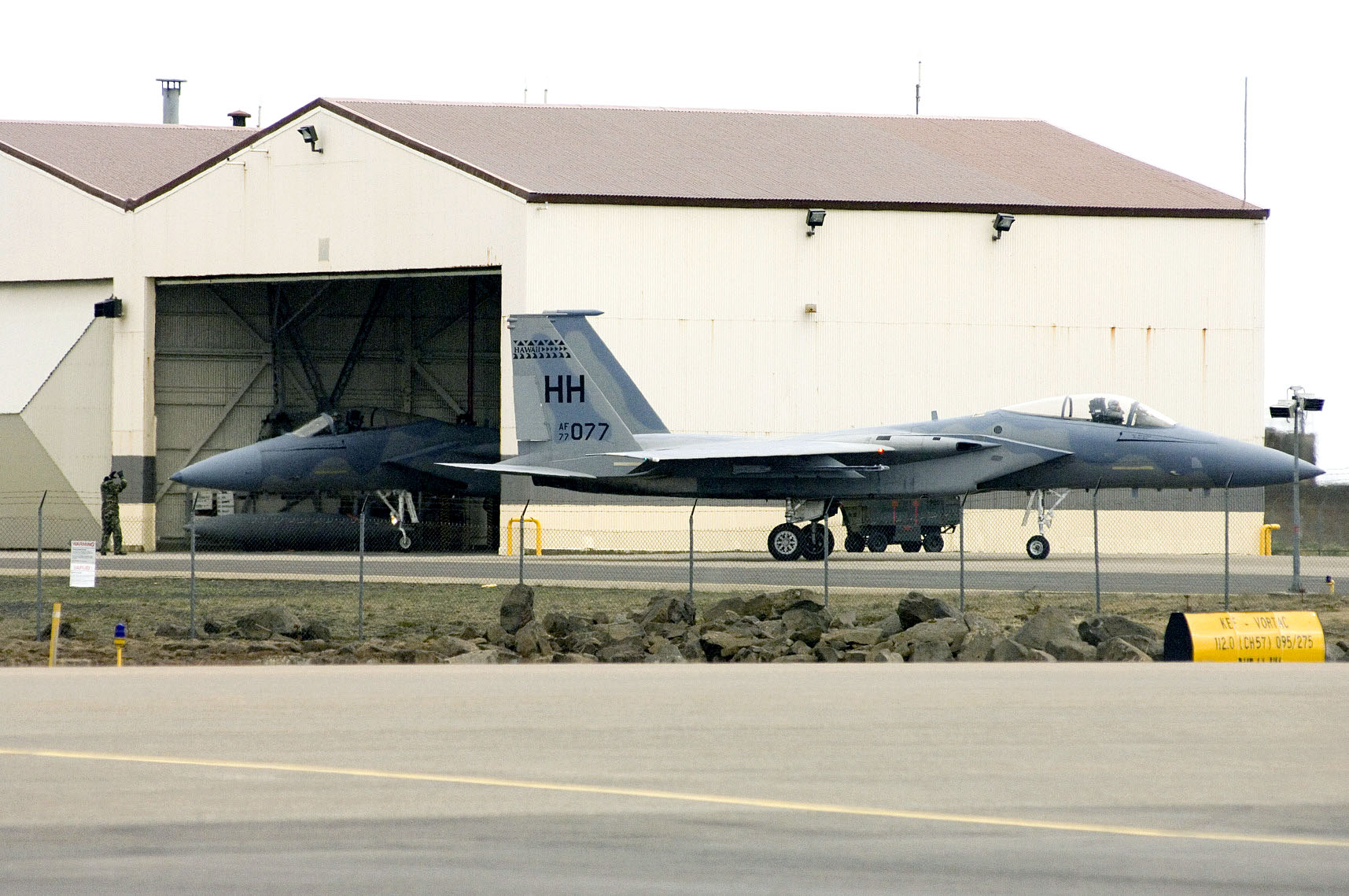
USAF F-15 «Игл» на авиабазе Кеблавик, Исландия

Располагается на полуострове Рейкьянес в юго-западной Исландии.
Первая взлётно-посадочная полоса была завершена в сентябре 1942 года, а к весне 1943 года аэропорт начал функционировать в полном объёме. Все основные конструкции, в том числе четыре 6500 футовые (2000 м) взлётно-посадочные полосы были завершены к июлю 1943 года. Невзирая на протесты общественности, в сентябре 1946 года альтинг Исландии по требованию США принял решение о передаче аэродрома в Кеблавике американским войскам.
Была закрыта 8 сентября 2006 года.
Вновь используется с 2017 года.